# Шарл Пеги
Шарл Пиѐр Пегѝ (на френски: Charles Pierre Péguy) е френски писател, поет и есеист.
Роден е на 7 януари 1873 година в Орлеан в работническо семейство. Учи в „Екол нормал“ в Париж, но през 1897 година напуска без да се дипломира, за да се занимава с литература. Член на Френската работническа партия, в продължение на дълги години е основният сътрудник на просоциалистическото литературно списание „Каие дьо ла Кензен“, но през последните години от живота си се преориентира към католицизма и национализма.
Мобилизиран като лейтенант в началото на Първата световна война, Шарл Пеги е убит няколко седмици по-късно, на 5 септември 1914 година при Плеси л'Евек.